# Bancada feminina
A bancada feminina é um grupo de parlamentares de representação feminina.
Em 2010, o Tribunal Superior Eleitoral (TSE) promoveu uma reforma na lei, tornando obrigatória 30% a proporção mínima de participação das mulheres, mas os partidos políticos alegam dificuldades em atrair as mulheres para seus quadros.[carece de fontes?]
Sem o devido apoio, a proporção de candidatas efetivamente eleitas é baixa. Em 2010, a relação de candidatas à Câmara Federal e às Assembleias Legislativas e aquelas efetivamente eleitas foi de 4,9%. Criada em 2003, a Secretaria de Políticas para as Mulheres reuniu os esforços para ampliar a participação feminina nos cargos públicos no Fórum Nacional de Instâncias de Mulheres de Partidos Políticos.

## História
A luta das mulheres pelo espaço na política é antiga. Ainda no período do Império, em 1880, a dentista Isabel de Mattos Dillon evocou na Justiça a Lei Saraiva (que permitia aos detentores de títulos científicos votar) para requerer seu alistamento eleitoral.
Nos anos seguintes, surgiram várias iniciativas isoladas para permitir o voto feminino. Em 1894, Santos, no litoral paulista, promulga o direito das mulheres ao voto. A medida foi derrubada no ano seguinte. Em 1905, três mulheres conseguiram se alistar e votar em Minas Gerais.
Em 1928, o Brasil elege sua primeira prefeita: Alzira Soriano de Souza, na cidade Lages, no Rio Grande do Norte. O voto feminino só se tornou um direito nacional em 1932.
Aos poucos, as mulheres foram conquistando cargos que, até então, eram exclusividade masculina. Em 1933, a médica paulista Carlota de Queirós é eleita a primeira deputada federal do País. “Cabe-me a honra, com a minha simples presença aqui, de deixar escrito um capítulo novo para a história do Brasil: o da colaboração feminina para a história do País”, disse em seu primeiro pronunciamento na Câmara em 13 de março de 1934.[carece de fontes?]
Em 1988 é eleita Luiza Erundina a primeira prefeita da cidade de São Paulo e hoje é deputada federal e integrante da bancada feminina.[carece de fontes?]
O Senado só elegeu suas primeiras parlamentares em 1990. Júnia Marise (Minas Gerais) e Marluce Pinto (Roraima) foram as primeiras senadoras eleitas do Brasil. Em 1994, Roseana Sarney é a primeira mulher escolhida pelo voto popular para chefiar um estado, o Maranhão.
Em 2011, as brasileiras obtiveram grandes conquistas. E no Parlamento, foram eleitas as primeiras vice-presidentes da Câmara dos Deputado (Rose de Freitas, do Espírito Santo) e do Senado (Marta Suplicy, de São Paulo).[carece de fontes?]

## Composição atual
A Bancada Feminina do Senado Federal é composta pelas seguintes Senadoras na 57.ª e atual legislatura do Congresso Nacional do Brasil:
| Senadora                   | Senadora                  | Estado              | Mandato                | Mandato                | Partido       |            |              |
| -------------------------- | ------------------------- | ------------------- | ---------------------- | ---------------------- | ------------- | ---------- | ------------ |
| Senadora Damares Alves     | Damares Alves (1964–)     | Estado              | Distrito Federal       | 1 de fevereiro de 2023 | Partido       | Incumbente | Republicanos |
| Senadora Leila Barros      | Leila Barros (1971–)      | Distrito Federal    | 1 de fevereiro de 2019 | Incumbente             | PDT           |            |              |
| Senadora Augusta Brito     | Augusta Brito (1976–)     | Ceará               | 2 de fevereiro de 2023 | Incumbente             | PT            |            |              |
| Senadora Margareth Busetti | Margareth Busetti (1959–) | Mato Grosso         | 2 de janeiro de 2023   | Incumbente             | PSD           |            |              |
| Senadora Tereza Cristina   | Tereza Cristina (1954–)   | Mato Grosso         | 1 de fevereiro de 2023 | Incumbente             | Progressistas |            |              |
| Senadora Mara Gabrilli     | Mara Gabrilli (1967–)     | São Paulo           | 1 de fevereiro de 2019 | Incumbente             | PSD           |            |              |
| Senadora Eliziane Gama     | Eliziane Gama (1977–)     | Maranhão            | 1 de fevereiro de 2019 | Incumbente             | PSD           |            |              |
| Senadora Teresa Leitão     | Teresa Leitão (1951–)     | Pernambuco          | 1 de fevereiro de 2023 | Incumbente             | PT            |            |              |
| Senadora Jussara Lima      | Jussara Lima (1960–)      | Piauí               | 1 de fevereiro de 2023 | Incumbente             | PSD           |            |              |
| Senadora Ana Paula Lobato  | Ana Paula Lobato (1984–)  | Maranhão            | 2 de fevereiro de 2023 | Incumbente             | PSB           |            |              |
| Senadora Zenaide Maia      | Zenaide Maia (1954–)      | Rio Grande do Norte | 1 de fevereiro de 2019 | Incumbente             | PSD           |            |              |
| Senadora Dorinha Rezende   | Dorinha Rezende (1964–)   | Tocantins           | 1 de fevereiro de 2023 | Incumbente             | UNIÃO         |            |              |
| Senadora Daniella Ribeiro  | Daniella Ribeiro (1972–)  | Paraíba             | 1 de fevereiro de 2019 | Incumbente             | PSD           |            |              |
| Senadora vete da Silveira  | Ivete da Silveira (1943–) | Santa Catarina      | 29 de dezembro de 2022 | Incumbente             | MDB           |            |              |
| Senadora Soraya Thronicke  | Soraya Thronicke (1973–)  | Mato Grosso do Sul  | 1 de fevereiro de 2019 | Incumbente             | UNIÃO         |            |              |